# Пам'ятник Іллі Муромцю
Пам'ятник Іллі Муромцю — пам'ятник, розташований у Києві в парку «Муромець». Монумент створений Володимиром Журавлем, скульптором, який відомий киянам як творець пам'ятника Анатолія Кузнєцова на Куренівці, скульптури «Малюки, що пускають кораблики» на Поштовій Площі та пам'ятника Ігорю Сікорському у міжнародному аеропорту «Київ» ім. І. Сікорського. Архітектор — Олег Селіванов, графічний дизайнер — Станіслав Топольський. Відкриття пам'ятника відбулося 2 серпня 2018 року.

## Історія пам'ятника
У березні 2018 року був проведений закритий архітектурний бліц-конкурс з благоустрою центральної частини урочища Чорторий, що на Трухановому острові, Деснянський район. З 10 поданих заявок переможцем обрали авторський колектив — Олега Селіванова, Володимира Журавля, Станіслава Топольського. Краща робота оцінювалася за 6 критеріями: виявлення історико-культурного потенціалу території, відображення рекреаційного потенціалу, комплексність та зв'язність території, якість архітектурно-ландшафтних рішень, головна ідея проєкту та можливість її реалізації.
Скульптуру Іллі Муромця створили за унікальною технологією, що до цього не використовували для робіт такого великого розміру. ЇЇ зібрали із декількох частин, видрукуваних на 3D-принтері та пізніше залитих металом. Виливали пам'ятник у місті Вишневе, що під Києвом.
Позувати для образу Іллі погодився Василь Вірастюк — український силач, володар титулів «Найсильніша людина України» (2000, 2001, 2002, 2003, 2005) та «Найсильніша людина світу» (2004).
За словами архітектора Олега Селіванова, дану композицію вирішили встановити на Трухановому острові в зв'язку з тим, що, відповідно до переказів, саме тут стояв табір, звідки богатирі відправлялись в найми на службу до київського князя Володимира.
2 серпня 2018 року урочисто відкрив монумент мер Києва Віталій Кличко. Також мер зазначив, що для міста проєкт нічого не коштував, адже пам'ятник був повністю зроблений за рахунок грошей меценатів.
Віталій Кличко зазначив:
|  | Ілля Муромець народився під Черніговом, служив у дружині князя Володимира, захищав місто Київ, похований в Києво-Печерській лаврі. Це наш богатир, це наша історія, яку в нас намагаються поцупити. Тому Муромець стоятиме тут, на історичному місці, де колись розташовувалась богатирська застава. |

## Характеристики
- Висота скульптури — 7,5 м.
- Висота з пагорбом та постаментом — 11 м.
- Вага — близько 2 т.
- Матеріал скульптури — бронза, латунь, матеріал постаменту — граніт.

## Галерея

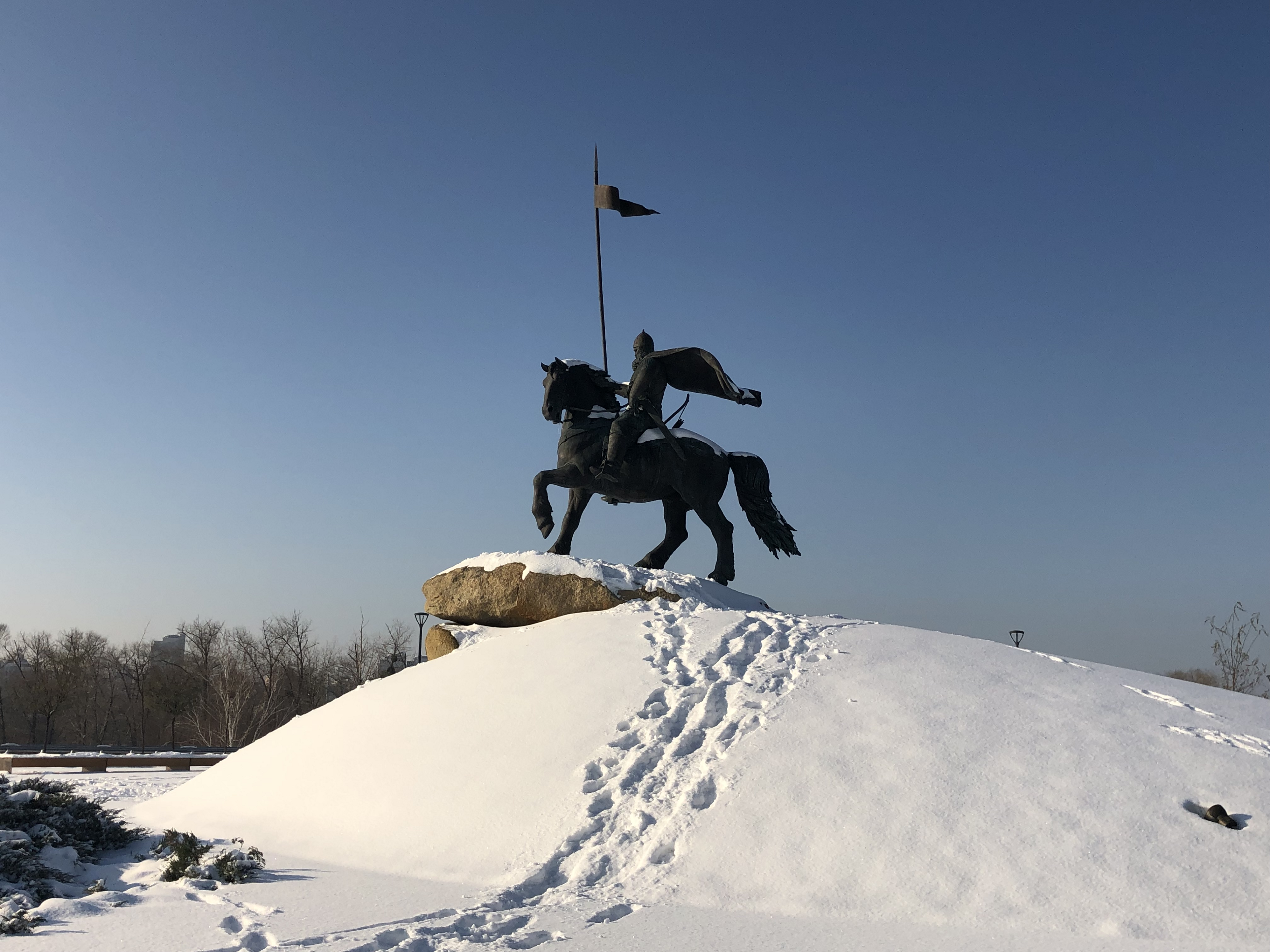
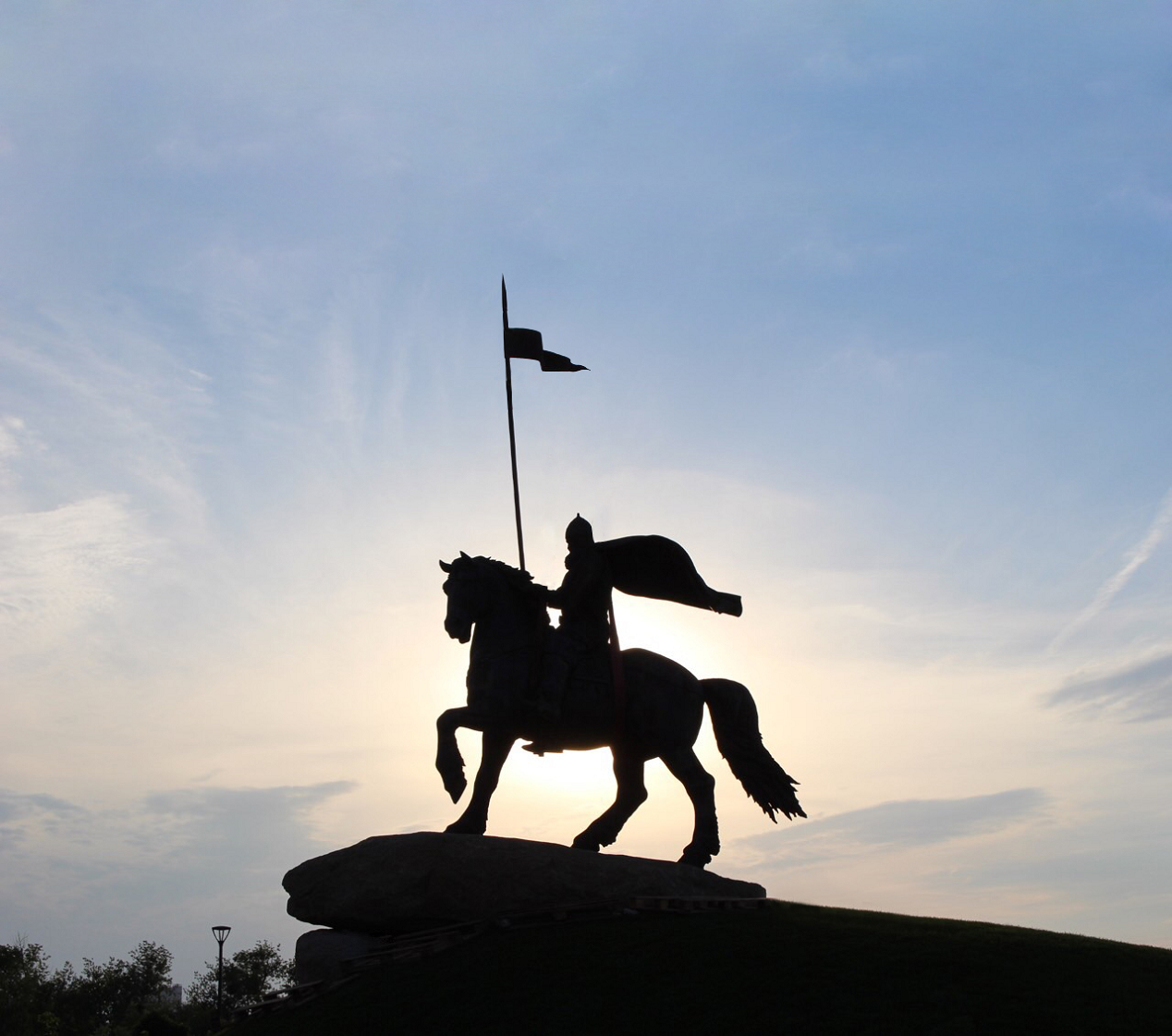
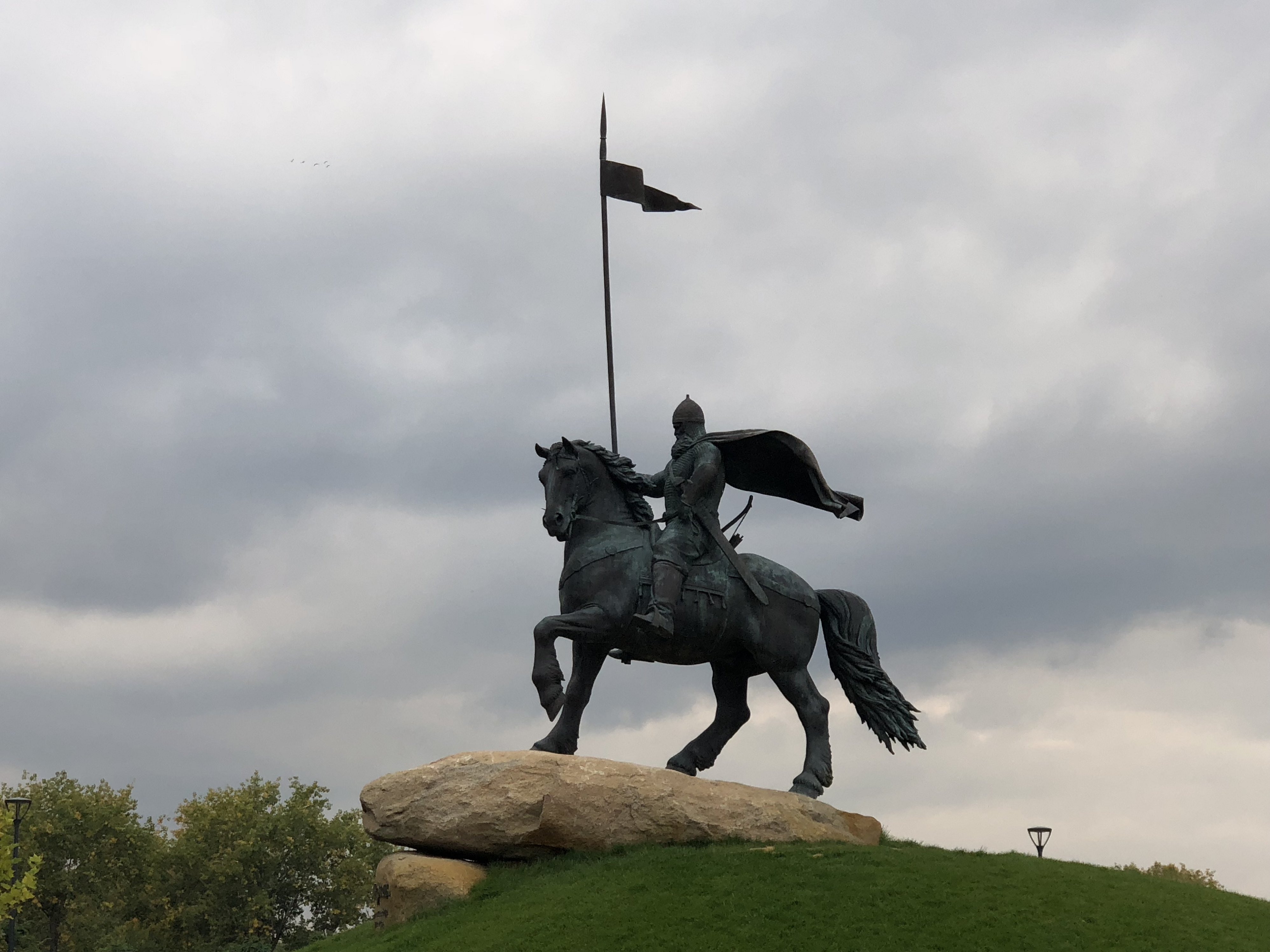